# Список рептилий, амфибий, рыб и круглоротых, занесённых в Красную книгу Калининградской области
Список пресмыкающихся, земноводных, рыб и круглоротых, занесённых в Красную книгу Калининградской области включает в себя 1 вид пресмыкающихся, 1 вид земноводных, 4 вида рыб и круглоротых, внесённых в Красную книгу Калининградской области (издание 2010 года).
Статус таксона в Красной книге Калининградской области обозначается одной из номерных категорий:
0 — вероятно исчезнувшие. Таксоны и популяции, известные ранее на территории Калининградской области, нахождение которых не подтверждено в последние 50 лет.
1 — находящиеся под угрозой исчезновения. Таксоны и популяции, численность особей которых уменьшилась до такого уровня, что в ближайшее время они могут исчезнуть с территории Калининградской области.
2 — сокращающиеся в численности. Таксоны и популяции с неуклонно сокращающейся численностью, которые при дальнейшем воздействии факторов, снижающих численность, могут в короткие сроки попасть в категорию 1.
3 — редкие. Таксоны и популяции, которые имеют малую численность и распространены на ограниченной территории.
4 — неопределенные по статусу. Таксоны и популяции, вероятно, относящиеся к одной из предыдущих категорий, достаточных сведений о состоянии которых в настоящее время нет, либо сведения не в полной мере соответствуют установленным для категорий критериям.
| Отряд                               | Вид (Русское название)   | Латинское название         | Статус | Изображение                  |
| ----------------------------------- | ------------------------ | -------------------------- | ------ | ---------------------------- |
| Черепахи — Testudines               | Болотная черепаха        | Emys orbicularis           | 3      | Emys orbicularis Tajba       |
| Бесхвостые — Anura                  | Камышовая жаба           | Epidalea calamita          | 3      | BufoCalamitaByNight          |
| Карпообразные — Cypriniformes       | Обыкновенный подуст      | Chondrostoma nasus         | 3      | Chondrostoma nasus (aka)     |
| Карпообразные — Cypriniformes       | Щиповка золотистая       | Sabanejewia aurata baltica | 4      | Sabanejewia aurata törpecsík |
| Скорпенообразные — Scorpaeniformes  | Обыкновенный подкаменщик | Cottus gobio               | 3      | Cottus gobio (in situ)       |
| Миногообразные — Petromyzontiformes | Морская минога           | Petromyzon marinus         | 1      | Havsnejonöga                 |